# Wasserampel
Unter den Begriffen Wasserampel oder Trinkwasserampel informieren die deutschen Wasserversorgungsunternehmen (WVU) seit Sommer 2019 über den aktuellen Stand des Wasserdargebotes in Bezug auf den Tagesverbrauch in ihrem Versorgungsgebiet. Ziel ist die Vermeidung eines Versorgungsengpasses insbesondere eines Trinkwassernotstandes. Den jeweiligen Ampelphasen Grün, Gelb und Rot haben die WVU unterschiedliche Regelungen hinterlegt, die den Verbrauchern Handlungsrichtlinien zum Umgang und Verbrauchsverhalten geben. Diese sind meistens als eindringliche Empfehlungen formuliert. Die Einhaltung dieser Empfehlungen durch die Verbraucher kann wesentlich dazu beitragen, auch in Zeiten natürlich hoher Verbräuche einen Trinkwassernotstand zu vermeiden. 
Im August 2025 hat das Hessische Ministerium für Landwirtschaft und Umwelt, Weinbau, Forsten, Jagd und Heimat diese Idee aufgenommen und einen Leitfaden Wasserampel herausgegeben. Dieser enthält Empfehlungen zur optimalen Umsetzung des Instrumentes Wasserampel. Er beantwortet die wichtigsten Fragen, die sich zur Nutzung einer Wasserampel durch eine Kommune und/oder ein Wasserversorgungsunternehmen stellen. Grundlage für die Antworten sind Best-Practice-Beispiele von hessischen Wasserampeln.
Historie: Die Idee mittels eines Ampelsystems die Bevölkerung schnell und transparent über das aktuelle Wasserdargebot zu informieren und damit das Verbrauchsverhalten zu steuern, entstand im Frühjahr/Sommer 2019 bei den Stadtwerken der Gemeinde Kronberg im Taunus . Im Jahr 2018 musste in Kronberg und weiteren Gemeinden des Hochtaunuskreises die Bevölkerung mit Lautsprecherdurchsagen durch die Feuerwehren zum Wassersparen aufgefordert werden. Selbst eindringliche Presseaufrufe hatten bis dato keinen ausreichenden Effekt auf das Verbrauchsverhalten. Die Trinkwasserversorgung der Stadt Kronberg war akut gefährdet. Um einem solchen Szenario künftig vorzubeugen entwickelten Betriebsleiter und Wassermeister der Stadtwerke die Idee des Ampelsystems. Sie entwarfen gemeinsam einen Handlungsleitfaden ´Wasserampel´ sowie eine Broschüre mit Tipps für den sparsamen Umgang mit Trinkwasser. Das Ampelsystem sollte die Wasseranschlussnehmer laufend über das aktuelle Verbrauchsverhalten informieren und durch entsprechende Ampelschaltung dieses dann auch steuern. Im September 2019 war es dann soweit. Die ´Kronberger Wasserampel´ wurde auf der Homepage der Stadt, der regionalen Presse und den Mitgliedern des Wasserbeschaffungsverband Taunus vorgestellt. Nach den positiven Erfahrungen die man in Kronberg mit dem ´Wasserampel´-Modell schon kurzfristig erzielen konnte übernahmen weitere Mitglieder des Verbandes dieses Konzept. Auch beim Hessischen Städtetag wurde die Idee vorgestellt, so dass innerhalb kurzer Zeit weitere Gemeinden Wasserampeln nach dem Kronberger Modell eingeführt haben. Seit Sommer 2020 steht auf dem Betriebshof der Stadtwerke Kronberg eine ausrangierte Verkehrsampel, die als ´Wasserampel´ umfunktioniert wurde.
Mittlerweile setzt sich die Idee, mittels Wasserampeln die Bevölkerung über die aktuelle Versorgungssituation zu informieren, zumindest in Deutschland, immer weiter durch. Die Versorger, Verbände und Gemeinden nutzen hierzu ihre jeweiligen Internetseiten und Apps. 
Durch die mit den Ampelphasen verbundenen Handlungsempfehlungen gelingt es den Versorgern dort, wo über Öffentlichkeitsarbeit die Wasserampeln in der Bevölkerung hinreichend bekannt gemacht wurde, auf das Verbrauchsverhalten hinzuweisen und positiv auf dieses einzuwirken. Vor dem Hintergrund der nicht erst seit 2018 durch den Klimawandel immer häufiger werdenden langanhaltenden Dürreperioden und der damit aufkommenden temporären Probleme in der Trinkwasserversorgung, dürften sich Wasserampeln bald auch international etablieren.